# Eva Martincová
Eva Martincová (Brno, 4 maart 1975) is een voormalig tennisspeelster uit Tsjechië. Martincová begon met tennis toen zij zeven jaar oud was. Zij speelt rechtshandig. Zij was actief in het proftennis van 1990 tot in 2004.

## Loopbaan
Bij de junioren bereikte Martincová de meisjesdubbelspelfinale van Roland Garros 1991, samen met landgenote Zdeňka Málková – zij verloren de eindstrijd van Eva Bes (Spanje) en Inés Gorrochategui (Argentinië).

### Enkelspel
Martincová debuteerde in 1991 op het ITF-toernooi van Bol (Kroatië). Zij stond in 1993 voor het eerst in een finale, op het ITF-toernooi van München (Duitsland) – hier veroverde zij haar enige enkelspeltitel, door de Spaanse Eva Jiménez Sanz te verslaan.
In 1993 speelde Martincová voor het eerst op een WTA-hoofdtoernooi, op het toernooi van Kitzbühel. In 1994 had zij haar grandslamdebuut op Roland Garros. Haar beste resultaat op de WTA-toernooien is het bereiken van de kwartfinale, eenmaal in Boedapest (1999) en andermaal in Bogota (2001).
Haar hoogste notering op de WTA-ranglijst is de 94e plaats, die zij bereikte in juni 1997.

### Dubbelspel
Martincová behaalde in het dubbelspel betere resultaten dan in het enkelspel. Zij debuteerde in 1990 op het ITF-toernooi van Makarska (Joegoslavië), samen met landgenote Zdeňka Málková – hier veroverde zij haar eerste titel, door het duo Anna Mirza en Irina Spîrlea te verslaan. In totaal won zij zestien ITF-titels, de laatste in 2004 in Caïro (Egypte).
In 1992 speelde Martincová voor het eerst op een WTA-hoofdtoernooi, op het toernooi van Praag, samen met landgenote Zdeňka Málková. In 1994 had zij haar grandslamdebuut op Wimbledon, met de Duitse Caroline Schneider aan haar zijde. Zij stond in 1996 voor het eerst in een WTA-finale, op het toernooi van Karlsbad, samen met de (toen nog) Bulgaarse Elena Pampoulova – zij verloren van het Slowaaks/Tsjechisch koppel Karina Habšudová en Helena Suková. In 1999 veroverde Martincová haar enige WTA-titel, op het toernooi van Knokke-Heist, samen met de (inmiddels gehuwde en) Duitse Elena Wagner, door het koppel Jevgenia Koelikovskaja en Sandra Načuk te verslaan.
Haar beste resultaat op de grandslamtoernooien is het bereiken van de tweede ronde. Haar hoogste notering op de WTA-ranglijst is de 69e plaats, die zij bereikte in juli 1997.

### Tennis in teamverband
In 1994 en 1997 maakte Martincová deel uit van het Tsjechische Fed Cup-team – zij behaalde daar een winst/verlies-balans van 0–3.

## Posities op deWTA-ranglijst
Positie per einde seizoen:
| jaar | rang enkelspel | rang dubbelspel |
| ---- | -------------- | --------------- |
| 1990 | –              | 312             |
| 1991 | 416            | 272             |
| 1992 | 238            | 137             |
| 1993 | 187            | 142             |
| 1994 | 148            | 186             |
| 1995 | 304            | 135             |
| 1996 | 163            | 96              |
| 1997 | 133            | 99              |
| 1998 | 238            | 147             |
| 1999 | 250            | 101             |
| 2000 | 201            | 116             |
| 2001 | 241            | 120             |
| 2002 | 260            | 163             |
| 2003 | –              | 567             |
| 2004 | –              | 623             |

## Palmares
| Legenda                |
| ---------------------- |
| Grandslamtoernooi      |
| Olympische Spelen      |
| Year-End Championships |
| Tier I                 |
| Tier II                |
| Tier III               |
| Tier IV & V            |

### WTA-finaleplaatsen enkelspel
geen

### WTA-finaleplaatsen vrouwendubbelspel
| nr.              | finale     | toernooi         | ondergrond | partner          | tegenstandsters                     | score         |         |
| ---------------- | ---------- | ---------------- | ---------- | ---------------- | ----------------------------------- | ------------- | ------- |
| gewonnen finales |            |                  |            |                  |                                     |               |         |
| 1.               | 1999-08-08 | WTA Knokke-Heist | gravel     | Elena Wagner     | Jevgenia Koelikovskaja Sandra Načuk | 3-6, 6-3, 6-3 | details |
| verloren finales |            |                  |            |                  |                                     |               |         |
| 1.               | 1996-09-15 | WTA Karlsbad     | gravel     | Elena Pampoulova | Karina Habšudová Helena Suková      | 6-3, 3-6, 2-6 | details |
| 2.               | 1997-04-27 | WTA Boedapest    | gravel     | Elena Pampoulova | Amanda Coetzer Alexandra Fusai      | 3-6, 1-6      | details |
| 3.               | 1997-07-20 | WTA Praag        | gravel     | Helena Vildová   | Ruxandra Dragomir Karina Habšudová  | 1-6, 7-5, 2-6 | details |

### Gewonnen ITF-toernooien enkelspel
| nr. | finale     | toernooi | dotatie | ondergrond | tegenstandster in finale | score    |
| --- | ---------- | -------- | ------- | ---------- | ------------------------ | -------- |
| 1.  | 1993-08-08 | München  | $25.000 | gravel     | Eva Jiménez Sanz         | 7-6, 6-1 |

### Gewonnen ITF-toernooien dubbelspel
| nr. | finale     | toernooi            | dotatie | ondergrond    | partner              | tegenstandsters in finale                | score              |
| --- | ---------- | ------------------- | ------- | ------------- | -------------------- | ---------------------------------------- | ------------------ |
| 1.  | 1990-09-30 | Makarska            | $10.000 | gravel        | Zdeňka Málková       | Anna Mirza Irina Spîrlea                 | 6-1, 6-1           |
| 2.  | 1990-10-21 | Supetar             | $10.000 | gravel        | Ivona Horvat         | Tatiana Ignatieva Iryna Soechova         | 6-3, 6-3           |
| 3.  | 1992-03-15 | Castellón           | $10.000 | gravel        | Pavlína Rajzlová     | Ivona Horvat Janette Husárová            | 7-5, 2-6, 6-1      |
| 4.  | 1992-07-05 | Stuttgart-Vaihingen | $25.000 | gravel        | Pavlína Rajzlová     | Joannette Kruger Elena Pampoulova        | 6-4, 6-0           |
| 5.  | 1993-04-25 | Bari                | $25.000 | gravel        | Laurence Courtois    | Yael Segal Kirrily Sharpe                | 2-6, 6-4, 6-1      |
| 6.  | 1993-07-04 | Stuttgart-Vaihingen | $25.000 | gravel        | Sylvia Štefková      | Denisa Krajčovičová Katarína Studeníková | 6-1, opg.          |
| 7.  | 1995-10-29 | Houston             | $50.000 | hardcourt     | Elena Pampoulova     | Sandra Cacic Tracey Rodgers              | 1-6, 6-2, 6-1      |
| 8.  | 1996-07-14 | Puchheim            | $25.000 | gravel        | Alena Vašková        | Sabine Haas Pavlína Rajzlová             | 6-2, 5-7, 6-1      |
| 9.  | 1996-11-24 | Nuriootpa           | $25.000 | hardcourt     | Alena Vašková        | Rachel McQuillan Kirrily Sharpe          | 6-3, 6-4           |
| 10. | 1998-10-25 | Joué-lès-Tours      | $25.000 | hardcourt (i) | Lenka Cenková        | Amélie Cocheteux Émilie Loit             | 3-6, 6-4, 7-5      |
| 11. | 2000-07-09 | Stuttgart-Vaihingen | $25.000 | gravel        | Virág Csurgó         | Andrea Glass Jasmin Wöhr                 | 6-2, 2-6, 6-4      |
| 12. | 2000-10-08 | Makarska            | $25.000 | gravel        | Alena Vašková        | Maja Coopersmith Maja Matevžič           | 4-2, 4-1, 2-4, 4-2 |
| 13. | 2001-07-08 | Stuttgart-Vaihingen | $25.000 | gravel        | Dája Bedáňová        | Gréta Arn Amanda Grahame                 | 0-6, 6-3, 6-3      |
| 14. | 2002-09-22 | Luxemburg           | $25.000 | gravel        | Lenka Němečková      | Eva Fislová Ľubomíra Kurhajcová          | 6-1, 6-4           |
| 15. | 2002-10-27 | Opole               | $25.000 | tapijt (i)    | Magdaléna Zděnovcová | Olga Blahotová Gabriela Navrátilová      | 7-5, 7-6           |
| 16. | 2004-03-28 | Caïro               | $10.000 | gravel        | Hana Šromová         | Raisa Goerevitsj Jekaterina Kozjochina   | 6-1, 6-0           |

## Resultaten grandslamtoernooien
| Legenda | Legenda                          |
| ------- | -------------------------------- |
| g.t.    | geen toernooi gehouden           |
| l.c.    | lagere categorie                 |
| –       | niet deelgenomen                 |
| G       | uitgeschakeld in de groepsfase   |
| 1R      | uitgeschakeld in de eerste ronde |
| 2R      | uitgeschakeld in de tweede ronde |
| 3R      | uitgeschakeld in de derde ronde  |
| 4R      | uitgeschakeld in de vierde ronde |
| KF      | uitgeschakeld in de kwartfinale  |
| HF      | uitgeschakeld in de halve finale |
| F       | de finale verloren               |
| W       | het toernooi gewonnen            |
| w-v     | winst/verlies-balans             |

### Enkelspel
| toernooi        | 1994 |    | 1997 |
| --------------- | ---- | -- | ---- |
| Australian Open | –    | –  |      |
| Roland Garros   | 1R   | –  |      |
| Wimbledon       | –    | 1R |      |
| US Open         | 1R   | 1R |      |

### Vrouwendubbelspel
| toernooi        | 1994 | 1995 | 1996 | 1997 | 1998 | 1999 | 2000 | 2001 | 2002 |
| --------------- | ---- | ---- | ---- | ---- | ---- | ---- | ---- | ---- | ---- |
| Australian Open | –    | –    | –    | 1R   | 1R   | –    | 2R   | 1R   | 1R   |
| Roland Garros   | –    | 2R   | 1R   | 1R   | –    | –    | 1R   | 1R   | 1R   |
| Wimbledon       | 1R   | –    | –    | 1R   | –    | 2R   | 1R   | 1R   | 1R   |
| US Open         | –    | –    | –    | 1R   | –    | 1R   | 1R   | –    | –    |

### Gemengd dubbelspel
| toernooi        | 2000 |    | 2002 |
| --------------- | ---- | -- | ---- |
| Australian Open | –    | –  |      |
| Roland Garros   | –    | –  |      |
| Wimbledon       | 1R   | 1R |      |
| US Open         | –    | –  |      |